# Jon Otsemobor
Jon Otsemobor (Liverpool, Inglaterra, 23 de marzo de 1983) es un futbolista inglés, se desempeña en todas las posiciones de la defensa y actualmente juega en el Milton Keynes Dons FC de la Football League One de Inglaterra.

## Clubes
| Club                   | País       | Año         |
| ---------------------- | ---------- | ----------- |
| Liverpool FC           | Inglaterra | 2002-2003   |
| Hull City AFC          | Inglaterra | 2003        |
| Bolton Wanderers FC    | Inglaterra | 2004        |
| Crewe Alexandra FC     | Inglaterra | 2004 - 2005 |
| Rotherdam United FC    | Inglaterra | 2005 - 2006 |
| Crewe Alexandra FC     | Inglaterra | 2006-2007   |
| Norwich City FC        | Inglaterra | 2007-2010   |
| Southampton FC         | Inglaterra | 2010        |
| Sheffield Wednesday FC | Inglaterra | 2010-2012   |
| Milton Keynes Dons FC  | Inglaterra | 2012-       |